# Ворух
Ворух (тадж. Ворух) — анклав Таджикистану, що розташований на території Баткенської області Киргизстану. Ворух є сільською громадою, що належить до Ісфаринської нохії Согдійського вілояту Таджикистану. Населення — 23 121 чол. Через Ворух проходить єдина транспортна магістраль, що з'єднує Ляйлякський район Киргизстану з іншою частиною країни.
10 липня 2014 року на кордоні анклаву з Киргизстаном стався збройний конфлікт, у результаті якого були вбито 1 особу та поранено 12 осіб. Киргизькі прикордонники блокують анклав, а місцеві жителі виступають проти. Таджицька влада звернулась до Киргизстану з проханням пояснити присутність прикордонного посту на спірній території. Киргизи, навпаки, стверджують, що будь-які рухи через кордон з боку анклаву будуть придушені.

## Клімат
Село знаходиться у зоні, котра характеризується вологим континентальним кліматом з теплим літом. Найтепліший місяць — липень із середньою температурою 22.5 °C (72.5 °F). Найхолодніший місяць — січень, із середньою температурою -4.9 °С (23.2 °F).
| Клімат Воруха           | Клімат Воруха | Клімат Воруха | Клімат Воруха | Клімат Воруха | Клімат Воруха | Клімат Воруха | Клімат Воруха | Клімат Воруха | Клімат Воруха | Клімат Воруха | Клімат Воруха | Клімат Воруха | Клімат Воруха |
| Показник                | Січ.          | Лют.          | Бер.          | Квіт.         | Трав.         | Черв.         | Лип.          | Серп.         | Вер.          | Жовт.         | Лист.         | Груд.         | Рік           |
| Середня температура, °C | −4,9          | −3            | 3,7           | 11            | 15,5          | 20            | 22,5          | 21            | 16,2          | 9,8           | 3,4           | −1,8          | 9,5           |
| Норма опадів, мм        | 65.5          | 74.2          | 107.2         | 102.5         | 88.1          | 26.8          | 14.4          | 4.6           | 6             | 49.5          | 55            | 63.7          | 657.5         |
| Днів з опадами          | 8,3           | 9,1           | 10,8          | 10,5          | 9,9           | 5             | 3,2           | 1,8           | 2,1           | 5,5           | 6,4           | 7,8           | 80,4          |
| Вологість повітря, %    | 72.1          | 71.1          | 64.6          | 59            | 52.9          | 41.5          | 39.7          | 42.3          | 45            | 54.7          | 62.8          | 70.4          | 56.3          |
| ----------------------- | ------------- | ------------- | ------------- | ------------- | ------------- | ------------- | ------------- | ------------- | ------------- | ------------- | ------------- | ------------- | ------------- |
| Джерело: Weatherbase    |               |               |               |               |               |               |               |               |               |               |               |               |               |